# Mega Feria Imperial Acapulco 2012
La Mega Feria Imperial Acapulco 2012 es la primera edición de la Mega Feria Imperial Acapulco. Serán 24 días en los que los visitantes a la Mega Feria Imperial Acapulco podrán disfrutar de diversas atracciones: espectáculos, conciertos, muestra gastronómica, casino, juegos mecánicos, villa mágica, pista de hielo y por primera vez, nieve en Acapulco.

## Inauguración
En la inauguración estuvieron el gobernador Ángel Aguirre Rivero, Luis Walton, Presidente Municipal de Acapulco, Aluni Seyed Rezvani, director del Fórum de Mundo Imperial, complejo turístico sede de la Mega Feria, y el contador Juan Antonio Hernández.
El Gobernador de Guerrero dijo que se tiene prevista la asistencia de más de 500 mil personas, y el 10 por ciento de lo recaudado ira dirigido al DIF Estatal. En el evento inaugural se presentó la Banda El Recodo, que por más de dos horas y media deleitó a los asistentes, con sus más grandes éxitos.

## Programa

### Teatro María Bonita
El Teatro María Bonita será el corazón del evento, con una programación diaria que estará incluida en el pase de entrada, donde se podrán disfrutar los conciertos de más de 20 artistas que se encuentran en el top de las listas de popularidad en sus distintos géneros como: 
- Molotov
- Espinoza Paz
- OV7
- Ha*Ash
- Jesse & Joy
- Edith Márquez
- María José
- Banda el recodo
- Reik
- Alejandra Guzmán
- Grupo Eme 15
- Los Yonic's
- Andreas Zanetti
- Jot Dog
- Moenia
- Vázquez Sounds
- Alexander Acha
- El Trono
- Matute
- Cañaveral

### Fórum de Mundo Imperial
Por su parte en el Fórum de Mundo Imperial se presentarán eventos de talla internacional, al considerar artistas como: Alejandro Fernández, Emmanuel, Lolita y Rosario Flores, il Circo, así como el espectáculo de flamenco Siudy, “Entre mundos”, el cual se ha presentado en Broadway.

### Fechas
Con respecto a las actuaciones musicales de los artistas por fecha es:
| Artista / Banda            | Fecha           |
| -------------------------- | --------------- |
| 2012                       |                 |
| Banda el Recodo            | 14 de diciembre |
| Los Yonic's                | 15 de diciembre |
| Jesse & Joy                | 16 de diciembre |
| Andreas Zanetti            | 19 de diciembre |
| Reik                       | 21 de diciembre |
| Molotov                    | 22 de diciembre |
| Alejandra Guzmán           | 23 de diciembre |
| Jot Dog y Moenia           | 25 de diciembre |
| Vázquez Sounds             | 26 de diciembre |
| OV7                        | 27 de diciembre |
| Edith Márquez y María José | 28 de diciembre |
| Alexander Acha y Ha*Ash    | 29 de diciembre |
| El Trono                   | 30 de diciembre |
| Espinoza Paz               | 31 de diciembre |
| 2013                       |                 |
| Matute                     | 1 de enero      |
| Cañaveral                  | 4 de enero      |
| Eme 15                     | 5 de enero      |
| Fobia                      | 6 de enero      |

## País Invitado
España es el invitado de honor, en la primera edición de la Mega Feria Imperial Acapulco. Un gran pabellón aloja lo más representativo del arte, la cultura, el deporte, el entretenimiento y la gastronomía de España, con conciertos como el de Lolita y Rosario Flores, galería de arte y exposiciones de reconocidos pintores españoles como Andrés Mérida y Emilio Solá, la exposición temporal del Museo Nacional de San Carlos, con obras de grandes artistas como Francisco de Goya y Lucientes, Joaquín Sorolla y Bastida, Pablo Picasso, entre otros. 
Además de chefs españoles que presentan menús especiales en el restaurante Aroma, para el deleite de todos sus comensales. Los principales patrocinadores son CONACULTA, INBA, MAPFRE, el Estado de Guerrero y Acapulco, organizado por Grupo Autofin México.

## Seguridad
Con el propósito de garantizar la seguridad de los participantes y de las personas que asistan a las instalaciones, El Subsecretario de Protección Civil, el Myr. Ret. Inf. Constantino González Vargas se reunión con los dirigentes de otras dependencias para la coordinación de dicho plan.
Las instituciones participantes que asistieron: Policía Federal, Policía Estatal, Policía Municipal, IX Región Militar, Protección Civil Estatal y Municipal.